# 顿谷镇
顿谷镇，是中华人民共和国广西壮族自治区玉林市博白县下辖的一个乡镇级行政单位。

## 行政区划
顿谷镇下辖以下地区：
顿谷村、旧金村、石坪村、利罗村、马门村、盘古村、旧门村、登山村、大圹村和乾弄村。